# Museo degli orologi da torre
Il Museo degli orologi da torre, si trova a San Marco dei Cavoti in provincia di Benevento in Campania.

## Storia e ubicazione
Il Museo degli Orologi da Torre di San Marco dei Cavoti è nato allo scopo di custodire ed esporre la vasta collezione del maestro orologiaio cavalier Salvatore Ricci, artigiano sammarchese nato nel 1930 e scomparso nel 2013 che - dopo aver svolto vari mestieri (contadino, calzolaio, rappresentante della Necchi, operaio Fiat e commerciante) - si dedicò con passione all'attività di orologiaio riparando pazientemente ogni tipo di quadrante, molla o ingranaggio, di orologi ubicati in vecchi campanili o edifici monumentali, e acquisendone un numero considerevole di esemplari che sarebbero stati altrimenti destinati all'abbandono o alla rottamazione.
Trovatosi a detenere una grande quantità di antichi meccanismi tutti da lui stesso restaurati con pezzi originali, cominciò negli anni Ottanta ad esporne alcuni in varie località d'Italia fin quando - dopo lunghe traversie - trovò il sostegno dell'amministrazione comunale del paese natio nella realizzazione di un vero e proprio museo.
Nel 1997, in una sede provvisoria, fu quindi allestita a San Marco dei Cavoti una mostra permanente denominata Le Nostre Ore e, successivamente, nel 1998, venne ufficialmente costituito il Museo degli Orologi da Torre di San Marco dei Cavoti.
Grazie all'impegno del sindaco Francesco Cocca, dell'allora ministro dell'Università Ortensio Zecchino e di alcuni sammarchesi che appoggiarono l'iniziativa, la collezione divenne nel 2000 patrimonio del CNR che l'acquisì destinandola ad uso pubblico e all'esposizione museale nonché alla ricerca scientifica.
L'impegno di Salvatore Ricci venne intanto premiato nel 2001 con il conferimento dell'onorificenza di Ufficiale dell'Ordine al Merito della Repubblica Italiana.
Infine, dalla sua sede provvisoria, il museo è stato trasferito nel 2004 nei più consoni ed ampi ambienti di Palazzo Cocca, antica dimora gentilizia del XVII secolo ubicata nel centro storico del paese e che fu residenza di una nobile famiglia del luogo, oggi estinta, la quale diede in natali, tra gli altri, all'insigne medico Alfonso Cocca e all'imprenditore e chimico Ernesto Maria Cocca.

## Esposizione
Il museo, in numerose sale, ospita attualmente circa 55 pezzi, di epoca compresa dal XIV al XX secolo realizzati dai più illustri maestri orologiai di varie regioni d'Italia tra cui Alfonso Sellaroli, Paolo Botti, Matteo De Vivo, Pietro Bianco, Domenico Di Mario, Augusto Bernard, Carlo Frassoni, Pasquale Buonpane, Alfonso Curci, Federico Terrile, Ennio Melloncelli, Roberto Trebino,  Pasquale Flo, Fratelli Frassoni, Gino Pieri, Milziade Nastri Lancusi, Michelangelo Canonico, Giovanni De Caro, ed ancora Caccialupi, Tonicelli, Recco, nonché vari altri maestri anonimi.
Tali orologi, tutti di dimensioni monumentali, sono realizzati in ferro o altri metalli e con pesi in pietra e marmo. Sono tutti perfettamente funzionanti con meccanismi manuali o elettrici, scappamento a verga o a cheville e con o senza suonerie a campane in bronzo.
Gli esemplari più antichi hanno uno strumento di regolazione detto foliot e composto da un complesso sistema di ruote dentate e palette antecedente alla nascita del pendolo di Galileo (1583). L'esemplare più moderno, invece, è un orologio elettrico del 1983.
Il museo ospita anche alcuni meccanismi realizzati dallo stesso cavalier Ricci e alcuni materiali di orologeria e documenti d'epoca donati al museo da Andrea Jelardi e provenienti dall'antica orologeria e oreficeria del suo trisavolo Francesco Paolo Cocca (1864-1929), che peraltro fu ultimo rappresentante della nobile famiglia un tempo proprietaria del palazzo ove oggi è ubicato il museo.

## Primati
Il museo di San Marco dei Cavoti, oltre ad essere l'unico del genere al mondo per tipologia e numero di pezzi esposti, vanta anche il primato di ospitare un orologio di fine Quattrocento che, a seguito di studi specifici condotti dal professor Giancarlo Del Vecchio e altri esperti, è stato unanimemente ritenuto il più antico esemplare al mondo interamente originale, anteriore anche a quello della cattedrale di Salisbury il quale - pur essendo datato 1386 - è stato successivamente riparato più volte e con pezzi spuri.
Tra gli illustri visitatori del museo si ricordano Giulio Andreotti, Ferdinando Facchiano, Ortensio Zecchino, Fernando Masone nonché i sammarchesi Lee Iacocca, Donatella Raffai, Ferdinando Meomartini.

## Altre esposizioni
Nelle sale al piano terra del museo vi sono esposizioni e mostre temporanee, e vi si ammira inoltre l'antico frantoio oleario, un tempo pertinenza del palazzo Cocca, con macina in pietra.
Al terzo piano, invece, sono esposti i caratteristici carri di grano realizzati dalle contrade sammarchesi in occasione dell'annuale Festa dei Carri in onore di Maria SS. del Carmine.